# 三浦友理枝
三浦 友理枝（みうら ゆりえ、1981年6月20日 - ）は、日本のクラシック音楽のピアニスト。

## 来歴
東京都大田区出身。ヤマハ音楽振興会、オフィス・ナガノ所属。ソロ活動、オーケストラとの共演のほか、川久保賜紀・遠藤真理・三浦友理枝トリオとしても活動している。ヤマハの支援が多く、同社鍵盤楽器製品の試演・紹介を行うことも多い。ショパン、ラヴェルやプロコフィエフの作品などを主に得意とする。特に作曲者のラヴェル自身がピアノ演奏用に編曲したラ・ヴァルスは十八番であり、リサイタルでも度々演奏している。容姿も優れた演奏者として、音楽をテーマとした映画『神童』にも登場した。

### 学歴
- 1984年、ヤマハ音楽教室に入会（3歳）[3]
- 1993年よりYAMAHAマスタークラスに在籍。
- 2000年、フェリス女学院高等学校卒業後、渡英。
- 2001年、英国王立音楽院入学。
- 2005年7月、王立音楽院大学課程を首席で卒業。
- 2007年9月、王立音楽院修士課程を首席で卒業。

## 受賞歴
- 第3回 ゲッティンゲン国際ショパンコンクール 第1位（1995年）
- 第3回 マリエンバート国際ショパンコンクール 第1位（1999年） - 最年少での受賞
- 第47回 マリア・カナルス・バルセロナ国際音楽演奏コンクール ピアノ部門第1位（2001年） - 金メダル、最年少ファイナリスト賞、カルロス・セブロ特別メダル賞。
- 第15回 リーズ国際ピアノ・コンクール 特別賞（2006年）
- 第26回 新日鉄住金音楽賞 フレッシュアーティスト賞（2016年）

## ディスコグラフィー
- 印象〜impression〜（2005年4月27日、AVCL-25035）
1. ドビュッシー：ベルガマスク組曲第3曲「月の光」
2 - 3. ドビュッシー：2つのアラベスク
4. ドビュッシー：前奏曲集第1巻第8曲「亜麻色の髪の乙女」
5. ドビュッシー：夢
6. ラヴェル：クープランの墓
7. フォーレ：夜想曲第4番変ホ長調 作品36
8. ラヴェル：ラ・ヴァルス（ピアノ独奏版作曲者編）
9. サティ：ジムノペディ第1番
10. サティ：ジュ・トゥ・ヴ
- エチュード （2007年4月11日、AVCL-25137）
1 - 12. ショパン：12の練習曲 作品10
13. ショパン：即興曲第1番変イ長調 作品29
14. ショパン：即興曲第2番嬰ヘ長調 作品36
15. ショパン：即興曲第3番変ト長調 作品51
16. ショパン：即興曲第4番嬰ハ短調「幻想即興曲」作品66
17. ショパン：アンダンテ・スピアナートと華麗なる大ポロネーズ 作品22
- ショパン：24のプレリュード（2007年4月11日、AVCL-25451）
レコード芸術（音楽之友社）特選盤
1 - 24. ショパン：24のプレリュード
25. ショパン：プレリュード嬰ハ短調 作品45
26. ショパン：プレリュード変イ長調（遺作）
27 - 29. ショパン：3つの新しいエチュード（遺作）
30. ショパン：ボレロ 作品19
- RAVEL（2009年3月25日、AVCL-25429）「川久保賜紀・遠藤真理・三浦友理枝トリオ」として）
1 - 4. ラヴェル：ピアノ三重奏曲イ短調
5 - 9. ラヴェル：マ・メール・ロワ（三重奏版）
10. ラヴェル：亡き王女のためのパヴァーヌ（三重奏版）
- ピアノ協奏曲 ト長調 〜ラヴェル ピアノ作品集〜（2009年4月22日、AVCL-25440）
1 - 3. ラヴェル：ピアノ協奏曲ト長調
指揮：ケン・シェ、管弦楽：オーケストラ・アンサンブル金沢
4. ラヴェル：亡き王女のためのパヴァーヌ
5. ラヴェル：古風なメヌエット
6 - 8. ラヴェル：ソナチネ
9 - 16. ラヴェル：高雅にして感傷的なワルツ
17. ラヴェル：水の戯れ

## 出演

### 映画
- 神童（2007年）- 相原こずえ 役

### テレビ
- 生誕200年みんなのショパン（2010年10月31日、NHK BS hi）
- 題名のない音楽会（2018年12月8日、テレビ朝日） - 川久保・遠藤・三浦トリオで、ブラームス「ハンガリー舞曲第6番」とラヴェル「亡き王女のためのパヴァーヌ」を演奏した[4]。

### ラジオ
- きらクラ!（2012年10月28日、2013年1月13日、2015年9月13日- NHK-FM）